# Сингх, Балбир (хоккеист на траве, 1924)
Балбир Сингх Досандж (англ. Balbir Singh Dosanjh; 10 октября 1924, Харипур Кхалса, Британская Индия — 25 мая 2020, Мохали, Пенджаб) — индийский хоккеист на траве, нападающий; тренер. Трёхкратный олимпийский чемпион 1948, 1952 и 1956 годов, серебряный призёр летних Азиатских игр 1958 года.

## Биография
Балбир Сингх родился 10 октября 1924 года в деревне Харипур Кхалса в Британской Индии (сейчас в Индии).
Учился в старшей школе Дев Самадж в Моге, Сикхском национальном колледже в Лахоре, в 1942 году перешёл в колледж Халса в Амритсаре. Инициатором перевода стал тренер команды колледжа по хоккею на траве Харбейл Сингх, который впоследствии тренировал сборную Индии на летних Олимпийских играх 1952 и 1956 годов. В Халсе Балбир начал интенсивные тренировки под руководством Харбейла. В том же году стал играть за Пенджабский университет.
В 1941—1961 годах играл за полицию Пенджаба. В 1943—1945 годах выступал за Пенджаб. После того как Британская Индия разделилась на Индию и Пакистан, начались волнения, и Сингх переехал с семьёй в Лудхиану.
В 1948 году вошёл в состав сборной Индии по хоккею на траве на летних Олимпийских играх в Лондоне и завоевал золотую медаль. Играл на позиции нападающего, провёл 2 матча, забил 8 мячей (шесть в ворота сборной Аргентины, два — Великобритании).
В 1952 году вошёл в состав сборной Индии по хоккею на траве на летних Олимпийских играх в Хельсинки и завоевал золотую медаль. Играл на позиции нападающего, провёл 3 матча, забил 9 мячей (пять в ворота сборной Нидерландов, три — Великобритании, один — Австрии). Был вице-капитаном команды. Вместе с немцем Хуго Будингером стал лучшим снайпером турнира. Установил рекорд результативности для финалов олимпийских турниров, забив пять мячей в поединке за золото с Нидерландами (6:1). Был знаменосцем сборной Индии на церемонии открытия Олимпиады.
В 1956 году вошёл в состав сборной Индии по хоккею на траве на летних Олимпийских играх в Мельбурне и завоевал золотую медаль. Играл на позиции нападающего, провёл 3 матча, забил 5 мячей в ворота сборной Афганистана. Был капитаном команды и знаменосцем сборной Индии на церемонии открытия Олимпиады.
Сингх — один из семи индийских хоккеистов, которые трижды выигрывали олимпийское золото (наряду с Ричардом Алленом, Дхианом Чандом, Ранганатханом Фрэнсисом, Лесли Клаудиусом, Рандхиром Сингхом Джентлом, Удхамом Сингхом).
В 1957 году правительство Индии первым из спортсменов удостоило его премии «Падма Шри».
В 1958 году в составе сборной Индии завоевал серебро хоккейного турнира летних Азиатских игр в Токио.
Считается одним из сильнейших хоккеистов и лучших центральных нападающих в истории.
После окончания игровой карьеры работал тренером. Тренировал сборную Индии на чемпионатах мира 1971 и 1975 годов, выиграв с ней соответственно бронзу и золото.
В 1982 году во время церемонии открытия зажёг огонь летних Азиатских игр в Нью-Дели.
Работал в правительстве Пенджаба, где курировал вопросы полиции и спорта.
Автор двух автобиографических книг — «Золотой хет-трик» (1977) и «Золотая клюшка: В поисках хоккейного совершенства» (2008).
Жил в канадском городе Бернаби.
Умер 25 мая 2020 года в индийском городе Мохали.

## Семья
Отец — Далип Сингх Досандж, борец против британских колониалистов.
В 1946 году женился на Сушил из Лахора. У них четверо детей: дочь Сушбир, сыновья Канвалбир, Каранбир и Гурбир. Они живут в канадском городе Ванкувер.

## Увековечение
В 1958 году Балбир Сингх и Гурдев Сингх были изображены на почтовой марке Доминиканской Республики.
В 1982 году признан спортсменом века в Индии по результатам опроса газеты «Патриот».
В 2006 году признан лучшим сикхским хоккеистом.
В 2012 году в Лондоне во время летних Олимпийских игр стал одним из 16 спортсменов, представленных на выставке Олимпийского музея «Олимпийское путешествие: история игр» в Королевском оперном театре.
В 2015 году получил награду Дхиана Чанда за достижения в индийском хоккее.
В 2018 году в Индии вышел художественный фильм «Золото» по мотивам выступления сборной Индии по хоккею на траве на Олимпиаде в Лондоне. Балбир Сингх стал прототипом хоккеиста Химмата Сингха, роль которого сыграл Санни Каушал.